# Prot i Hijacint
Sveti Prot i Hijacint, rimski mučenici i svetci Katoličke i Pravoslavne Crkve. Spomendan im je 11. rujna.
Prema izvorima i predaji, smatra se da su bili braća i kućni sluge sv. Eugeniji, s kojom su primili krštenje. Po obraćenju posvetiše se proučavanju Svetog Pisma te provedoše neko vrijeme s pustinjacima u Egiptu. Povratkom u carsku prijestolnicu uhićeni su te podvrgnuti mučeništvu, bičevanju i odrubljivanju glave.
Hijacintov grob pronađen je 1845. na groblju sv. Bazile u Rimu te je autentičnost njegovih relikvija potvrđena.